# Paul Bazelaire

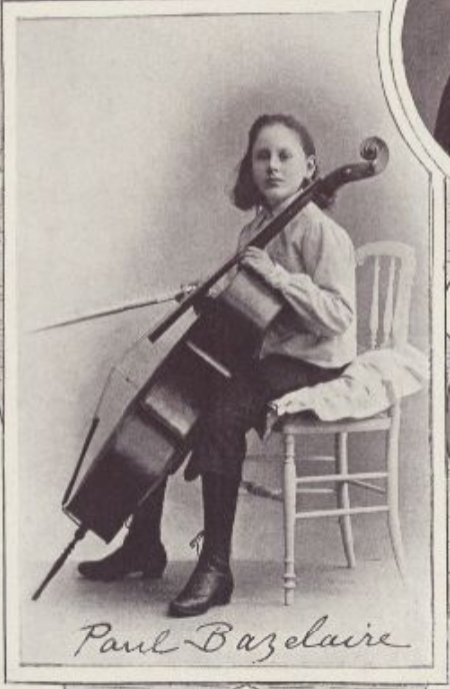
Paul Bazelaire, Abb. in: Berliner Leben, 1899

Paul Bazelaire (* 4. März 1886 in Sedan; † 11. Dezember 1958 in Paris) war ein französischer Violoncellist.

## Leben
Mit sieben Jahren war Bazelaire Schüler des Kollegiums Turenne in Sedan, als Jean-Nicolas-Henri Clarinval – der Direktor der Société Philharmonique von Sedan – auf ihn aufmerksam wurde. Mit zehn Jahren wechselte er an das Conservatoire de Paris in die Klasse von Jules Delsart. Bereits mit elf Jahren gewann er einen ersten Preis für sein virtuoses Cellospiel. Weitere Auszeichnungen bekam er für seine Fertigkeiten in Harmonik, Kontrapunkt und Fuge. Sein erstes Konzert gab Paul Bazelaire am 18. Dezember 1897 in seiner Geburtsstadt Sedan.

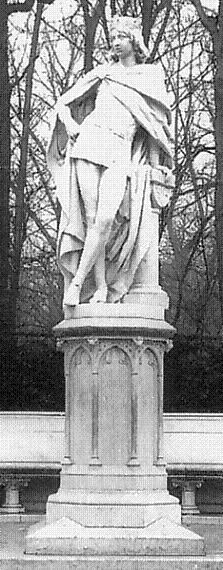
Denkmal Heinrich das Kind mit der Physiognomie Paul Bazelaires

In der Klasse von Xavier Leroux errang er als Siebzehnjähriger den ersten Preis in Harmonik. Die letzten kompositorischen Feinheiten hinsichtlich Kontrapunkt und Fuge erarbeitete er zum Abschluss seiner Studien gemeinsam mit Georges Caussade und Charles Lenepveu. In beiden Disziplinen erhielt er mit 19 Jahren erneut einen ersten Preis. Bei dem Komponisten und Organisten Louis Vierne eignete er sich darüber hinaus das Orgelspiel an und war auch in dieser Disziplin nach nur wenigen Monaten erfolgreich.
1918 erhielt er als 32-Jähriger einen Ruf als Professor an das Conservatoire national Supérieur von Paris. Hier beeindruckte er sowohl mit einer geschickten Pädagogik wie mit seinem virtuosen Spiel, sodass das Konservatorium zahlreiche Schüler anzog, darunter beispielsweise Reine Flachot. In seinem Todesjahr 1958 arbeitete Paul Bazelaire an Arrangements für zwei Violoncelli und Harfe. Das Trio bestand aus seiner zweiten Frau Monique Viaudez und den beiden Töchtern.

## Denkmal
Mehr zufällig entstand in Berlin ein Denkmal mit der Physiognomie des jungen Bazelaire. Der Bildhauer August Kraus hatte den Auftrag, für die Siegesallee die Denkmalgruppe 9 mit dem letzten Askanischen Markgrafen Heinrich das Kind im Zentrum zu entwerfen. Heinrich war 1320 bereits im Alter von elf Jahren gestorben und Bildvorlagen oder Personenbeschreibungen existierten nicht. Wahrscheinlich 1899 (das Denkmal wurde 1900 enthüllt) war der dreizehnjährige Paul Bazelaire gerade in Berlin zu Gast und stand dem Bildhauer für die knabenhaft grazil, mit einem weiten Umhang und einem träumerischen, leicht melancholischen Gesichtsausdruck gestaltete Figur Modell. Zur Erinnerung schickte „der Chef des Geheimen Zivilkabinetts dem Musiker zwei Fotos des Denkmals“.
Kraus errang mit dieser Figur, die 1900 auf der Pariser Weltausstellung mit einem Gipsabguss vertreten war, mehrere Auszeichnungen (siehe Kraus, Gruppe 9).